# Plectris incana
Plectris incana är en skalbaggsart som beskrevs av Hermann Burmeister 1855. Plectris incana ingår i släktet Plectris och familjen Melolonthidae. Inga underarter finns listade i Catalogue of Life.